# 京都府道106号神山岩倉停車場線
京都府道106号神山岩倉停車場線（きょうとふどう106ごう こうやまいわくらていしゃじょうせん）は、京都府京都市北区から京都市左京区に至る一般府道である。

## 概要
京都市北区上賀茂神山から京都市左京区岩倉忠在地町に至る。
岩倉地区を通る2本の府道の1つで、木野街道とも呼ばれる。叡山電鉄鞍馬線にほぼ沿って走る。

### 路線データ
- 起点：京都市北区上賀茂神山[1]（京都府道40号下鴨静原大原線上[2]）
- 終点：京都市左京区岩倉忠在地町（岩倉停車場[1][3]：叡山電鉄鞍馬線 岩倉駅前）
- 重要な経過地：なし[1]

## 歴史
本路線は、道路法（昭和27年法律第180号）第7条の規定に基づいた京都府の一般府道として1959年（昭和34年）に京都府が初めて認定した282路線のうちの1つである。

### 年表
- 1959年（昭和34年）12月18日 - 京都府が神山岩倉停車場線（京都市北区上賀茂神山 - 岩倉停車場、整理番号：一般地方道9号）として府道路線認定[注釈 1][4]。
- 1994年（平成6年）4月1日 - 京都府が路線番号を再編（路線認定の一部改正）し、整理番号を一般地方道106に変更[1]。

## 路線状況
京都市北区上賀茂本山から同市左京区岩倉幡枝町にかけては、都市計画道路幡枝葵森線の一部として整備された。

### 重複区間
- 京都府道40号下鴨静原大原線（京都市北区上賀茂神山（起点） - 京都市左京区静市市原町）
- 京都府道105号岩倉山端線（京都市左京区岩倉下在地町 - 京都市左京区岩倉忠在地町・岩倉中通交差点）

### 道路施設

#### 橋梁
- 頼光橋（長代川、京都市左京区）
- 十王堂橋（岩倉川、京都市左京区）

## 地理
起点は京都市北区の御薗橋西詰交差点から同区柊野別れ交差点を経て同市左京区の静市にかけて経路をとっていた京都府道38号京都広河原美山線とかつて接続していたが、2004年（平成16年）4月19日に同路線の経路が変更されて、以降は本路線の起点から静市方面は京都府道40号下鴨静原大原線の単独区間、柊野別れ交差点方面は同日新設された京都市道上賀茂経211号線となっている。

### 通過する自治体
- 京都府
  - 京都市（北区 - 左京区）

### 交差する道路
| 交差する道路                            | 市町村名 | 市町村名 | 交差する場所 | 交差する場所   |
| --------------------------------------- | -------- | -------- | ------------ | -------------- |
| 京都府道40号下鴨静原大原線 重複区間起点 | 京都市   | 北区     | 上賀茂神山   | 起点           |
| 京都府道40号下鴨静原大原線 重複区間終点 | 京都市   | 左京区   | 静市市原町   |                |
| 京都府道105号岩倉山端線 重複区間起点    | 京都市   | 左京区   | 岩倉下在地町 |                |
| 京都府道105号岩倉山端線 重複区間終点    | 京都市   | 左京区   | 岩倉忠在地町 | 岩倉中通交差点 |

### 交差する鉄道
- 叡山電鉄鞍馬線

### 沿線
- 叡山電鉄鞍馬線
  - 二軒茶屋駅 - 京都精華大前駅 - 木野駅 - 岩倉駅
- 総合地球環境学研究所
- 京都精華大学
- 京都府立北稜高等学校
- 京都市立明徳小学校
- 京都市立洛北中学校